# Galaxy Angel II mugen kairō no kagi
Galaxy Angel II mugen kairō no kagi (ギャラクシーエンジェルII 無限回廊の鍵?, Gyarakushī Enjeru II mugen kairō no kagi, lett. "Galaxy Angel: La chiave per il corridoio infinito") è un videogioco pubblicato dalla Broccoli per PlayStation 2 il 18 ottobre 2007. Il videogioco, pubblicato esclusivamente in Giappone, fa parte del franchise Galaxy Angel II, ed è il secondo di tre videogiochi.

## Colonna sonora
Sigla di apertura
- Wing of Destiny ~Angel harp arr.~ cantata da Maho Tomita (side M)
- Eternal Love 2007 cantata da Ryoko Shintani (side H)

Sigla di chiusura
- Salvage cantata da JAM Project featuring Rica Matsumoto & Masami Okui